# Энемонцо
Энемонцо (итал. Enemonzo) —  коммуна в Италии, располагается в регионе Фриули-Венеция-Джулия, в провинции Удине.
Население составляет 1357 человек (2008 г.), плотность населения составляет 59 чел./км². Занимает площадь 23 км². Почтовый индекс — 33020. Телефонный код — 0433.
Покровителями коммуны почитаются святые Иларий и Татиан, празднование 16 марта.

## Демография
Динамика населения:

## Администрация коммуны
- Официальный сайт: http://www.enemonzo.org/